# 永寧庄
永寧庄，為臺灣日治時期1920年至1940年間存在之行政區，轄屬臺南州新豐郡，庄役場設在灣裡。1940年廢庄併入臺南市及新豐郡仁德庄。相當於今臺南市南區一部及仁德區一部。
昭和11年（1936年）10月1日，下鯤鯓大字併入臺南市。昭和15年（1940年）10月1日永寧廢庄，鞍子、灣裡再併入臺南市，餘之5個大字則併入仁德庄。

## 行政區劃

臺南州新豐郡永寧庄1920年左右的行政區圖（參考臺灣堡圖資料繪製，紅色虛線是原有堡里界線，黃色虛線是原有街庄界線、後來的大字界線，藍點虛線則是原有區界）
永寧庄：
灣裡下鯤鯓鞍子牛稠子十三甲大甲車路墘三甲子
臺南市
新豐郡永康庄
新豐郡仁德庄
高雄州岡山郡湖內庄

永寧庄轄域分成以下八個大字：
| 大字名 | 原屬廳、區名          | 原屬堡里 | 原街庄名 | 現屬行政區         |
| ------ | --------------------- | -------- | -------- | ------------------ |
| 灣裡   | 臺南廳安平支廳 永寧區 | 永寧里   | 灣裡庄   | 臺南市南區         |
| 鞍子   | 臺南廳 永仁區         | 仁和里   | 鞍仔庄   | 臺南市南區         |
| 牛稠子 | 臺南廳 永仁區         | 仁和里   | 牛稠仔庄 | 臺南市仁德區       |
| 十三甲 | 臺南廳 永仁區         | 仁和里   | 十三甲庄 | 臺南市仁德區       |
| 車路墘 | 臺南廳 文依區         | 文賢里   | 車路墘庄 | 臺南市仁德區       |
| 三甲子 | 臺南廳 文依區         | 文賢里   | 三甲仔庄 | 臺南市仁德區       |
| 大甲   | 臺南廳 文依區         | 文賢里   | 大甲庄   | 臺南市仁德區       |
| 下鯤鯓 | 臺南廳安平支廳 新鯤區 | 効忠里   | 下鯤鯓庄 | 臺南市南區、安平區 |

## 設施
- 永寧庄役場
- 安平公學校永寧分校→永寧公學校→臺南市永寧公學校→臺南市壽國民學校（今省躬國小）
- 鹽埕公學校下鯤鯓分校→下鯤鯓公學校→臺南市真砂國民學校（今龍崗國小）
- 車路墘公學校→車路墘國民學校（今文賢國小）
- 臺南第一尋常高等小學校車路墘分教場→車路墘尋常小學校→豐榮國民學校（今虎山國小）
- 灣裡市場
- 永寧信用組合[5]